# Zupełnie Nowy Testament
Zupełnie Nowy Testament (fr. Le Tout Nouveau Testament) – film komediowy z 2015 roku w reżyserii Jaco Van Dormaela zrealizowany w koprodukcji belgijsko-francusko-luksemburskiej.
Światowa premiera filmu miała miejsce 17 maja 2015 roku podczas 68. MFF w Cannes, w ramach którego obraz brał udział w sekcji „Directors' Fortnight”. Polska premiera filmu odbyła się 23 lipca 2015 roku, w ramach 15. MFF Nowe Horyzonty we Wrocławiu. Do ogólnopolskiej dystrybucji obraz wszedł w dniu 1 stycznia 2016.
Film został wyselekcjonowany jako oficjalny kandydat Belgii do Oscara za najlepszy film nieanglojęzyczny podczas 88. ceremonii wręczenia Oscarów.

## Obsada
- Benoît Poelvoorde jako Bóg
- Catherine Deneuve jako Martine
- François Damiens jako François
- Yolande Moreau jako Żona Boga
- Pili Groyne jako Córka Boga
- Laura Verlinden jako Aurélie
- Serge Larivière jako Marc
- David Murgia jako Jesus
- Johan Leysen jako Mąż Martine
- Pascal Duquenne jako Georges
- Viviane De Muynck jako Matka Georgesa
- Johan Heldenbergh jako Ksiądz

i inni

## Nagrody i nominacje
68. MFF w Cannes
- nominacja: Art Cinema Award − Jaco Van Dormael
- nominacja: Europa Cinemas Label Award − Jaco Van Dormael
- nominacja: SACD Prize − Jaco Van Dormael

73. ceremonia wręczenia Złotych Globów
- nominacja: najlepszy film nieanglojęzyczny

28. ceremonia wręczenia Europejskich Nagród Filmowych
- nagroda: Najlepszy Europejski Scenograf − Sylvie Olivé
- nominacja: Najlepsza Europejska Komedia − Jaco Van Dormael

29. ceremonia wręczenia Europejskich Nagród Filmowych
- nominacja: Nagroda Publiczności (People's Choice Award) − Jaco Van Dormael

20. ceremonia wręczenia Satelitów
- nominacja: najlepszy film międzynarodowy (Belgia)

41. ceremonia wręczenia Cezarów
- nominacja: najlepszy film zagraniczny − Jaco Van Dormael (Belgia)